# Жемелинці
Жемели́нці — село в Україні, у Білогірській селищній територіальній громаді Шепетівського району Хмельницької області. Розташоване в південно-західній частині району, у долині правого берега Горині, на її притоці — Полкві.

## Історія
За народним переказом, назва села пішла від водяного млина, що був побудований у селі, і який «живо» молов зерно.
Село Жемелинці Ляховецької волості Острозького повіту Волинської губернії згадується, як маєток дворянина Хведора Чаплича-Шпаговського в акті від 25.05.1569 року.
Село входило до складу володінь князів Вишневецьких та Збаразьких, а потім належало магнатам Сенютам.
Станом на 1885 рік у селі мешкало 523 особи, налічувалось 95 дворів, існували православна церква, постоялий будинок.
За переписом 1897 року кількість мешканців зросла до 1059 осіб (532 чоловічої статі та 527 — жіночої), з яких 770 — православної віри та 284 — розкольників.
7 (20) листопада 1917 року, відповідно до Третього Універсалу Української Центральної Ради, увійшло до складу Української Народної Республіки.
За Радянської влади в селі був сформований колгосп ім. Щорса.
12 червня 2020 року, відповідно до розпорядження Кабінету Міністрів України № 727-р «Про визначення адміністративних центрів та затвердження територій територіальних громад Хмельницької області», увійшло до складу Білогірської селищної громади.
19 липня 2020 року, в результаті адміністративно-територіальної реформи та ліквідації Білогірського району, село увійшло до складу новоутвореного Шепетівського району.

## Населення
Згідно з переписом УРСР 1989 року чисельність наявного населення села становила 725 осіб, з яких 322 чоловіки та 403 жінки.
За переписом населення України 2001 року в селі мешкала ▼691 особа. 100 % населення вказало своєю рідною мовою українську мову.
У 2020 році чисельність населення становила ▼617 осіб.

## Соціальна сфера
В селі є дитячий садок, фельдшерсько-амбулаторний пункт, клуб.
Жемелинецька загальноосвітня школа І ступеня.

## Економіка
Економіку села представляють фермерське господарство, та підприємство по виконанню робіт з монтування систем опалення та вентиляції.

## Транспорт
Через село щоденно курсує автобус сполученням Хмельницький — Ямпіль

## Пам'ятки
Визначною пам'яткою села є православна церква Свято-Рождества Богородиці, яка побудована у 1885 році. Дерев'яна церква неодноразово відновлювалась після пожарів і є діючою у наш час.